# 厄神駅
厄神駅（やくじんえき）は、兵庫県加古川市上荘町国包にある、西日本旅客鉄道（JR西日本）加古川線の駅である。

## 概要
加古川駅が管理する無人駅である。駅舎内部には定期券販売に対応した自動券売機(HT50-2)がある。
2008年4月に廃止された三木鉄道との乗換駅であった。三木線が国鉄から第三セクターの三木鉄道に転換してからは、当初は国鉄と三木鉄道との、国鉄分割民営化後はJR西日本との共同使用駅となっていた。
日中は、上下線ともに毎時1本が停車する。ただし、土休日の加古川方面は当駅始発の列車が運行され、本数が増える時間帯がある。
朝夕のラッシュ時間帯には、加古川方面を中心に毎時2 - 4本が停車する。

## 歴史
- 1913年（大正2年）

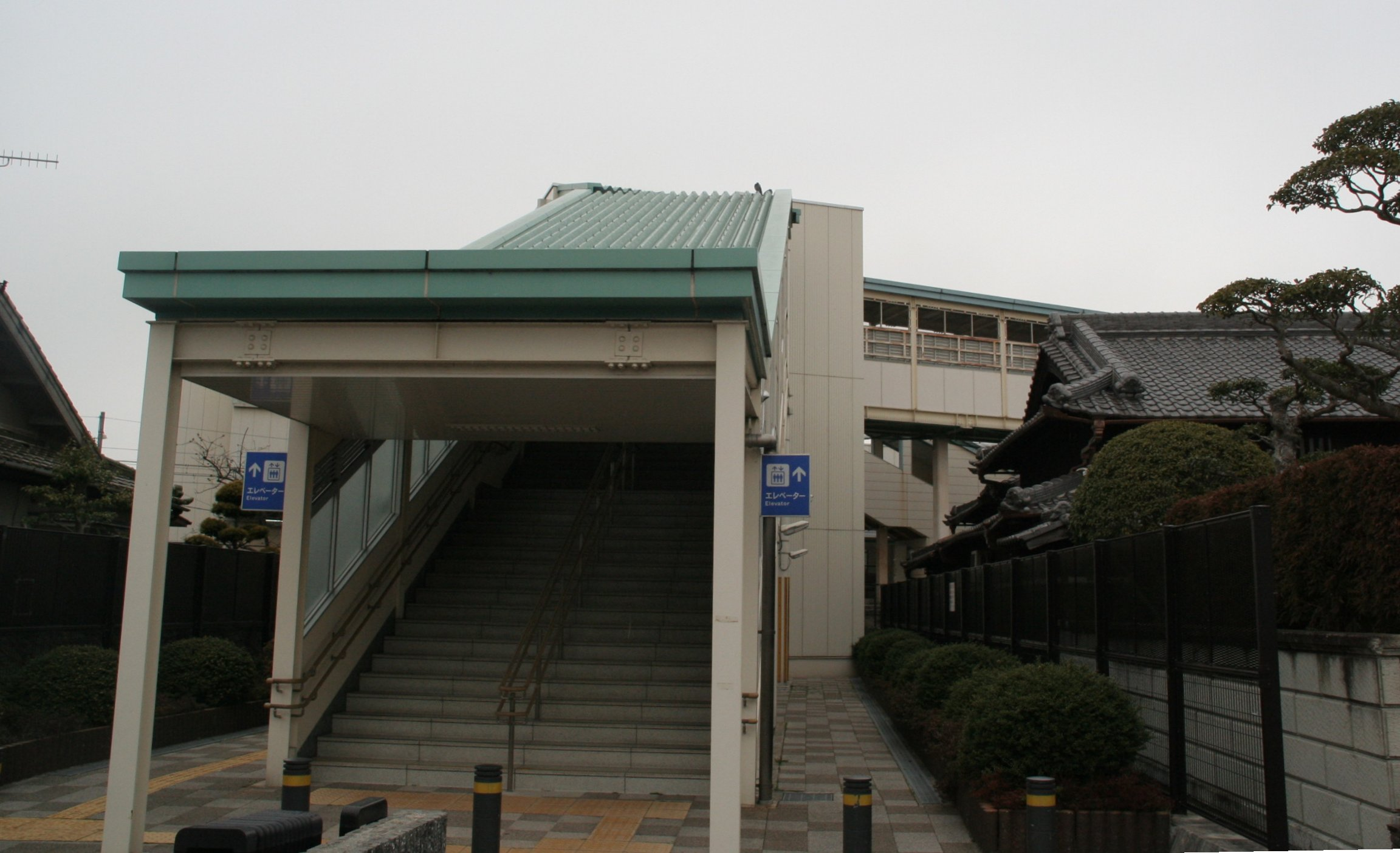
南口（2007年2月）

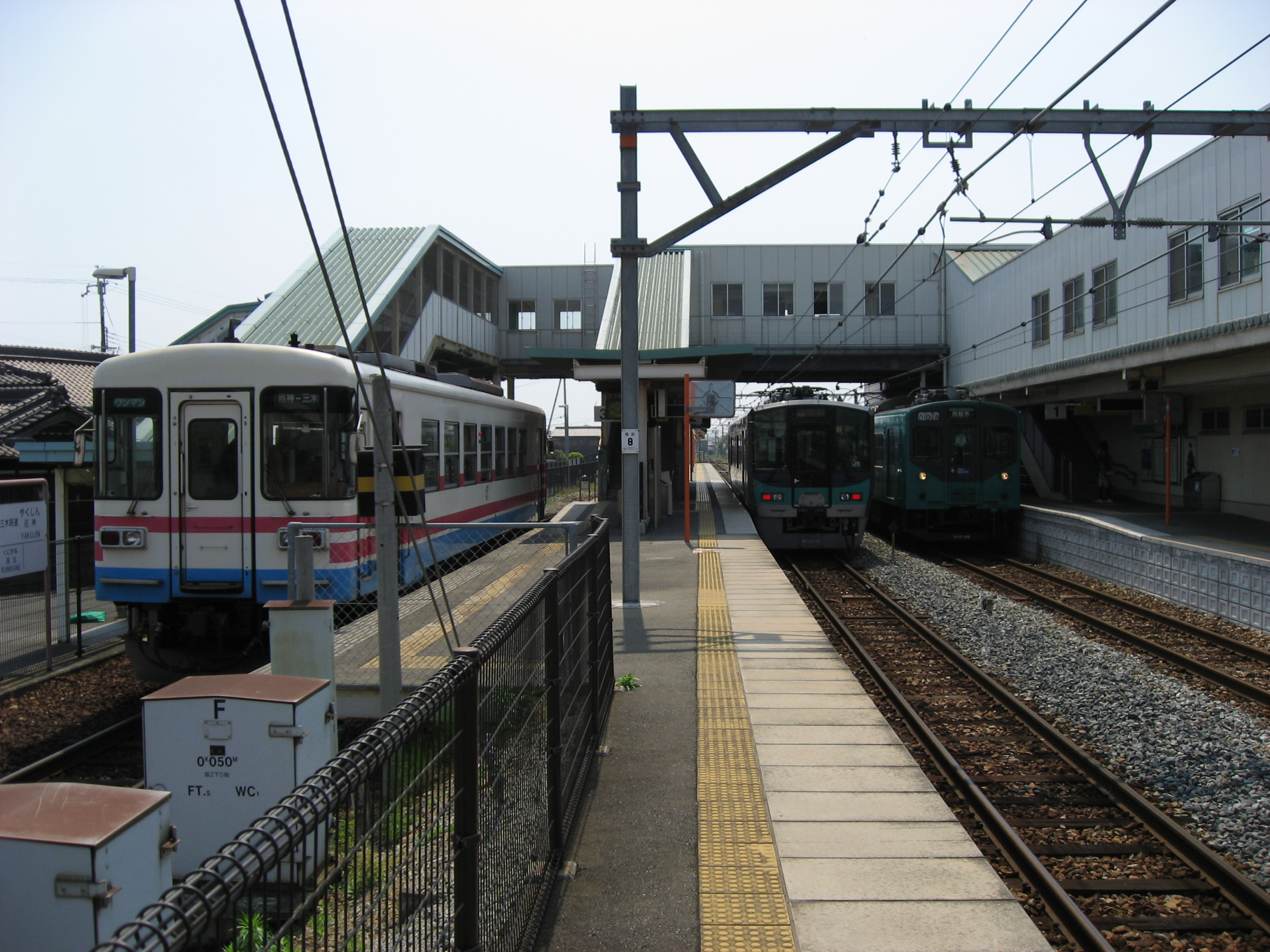
三木鉄道が乗り入れていた頃の駅ホーム（2007年5月）

  - 4月1日：播州鉄道開業当初の終着駅である国包駅（初代）として設置[1]。旅客・貨物の取扱を開始[4]。
  - 8月10日：播州鉄道が西脇駅まで延伸開業。途中駅となる。
- 1916年（大正5年）11月22日：播州鉄道の支線（三木線の前身）が別所駅まで開業[2]。国包駅（二代目）に名を譲り厄神駅に改称[5]。
- 1923年（大正12年）12月21日：播丹鉄道の駅となる。
- 1943年（昭和18年）6月1日：播丹鉄道の国有化により鉄道省加古川線・三木線の駅となる[6]。
- 1962年（昭和37年）9月1日：貨物の取扱を廃止[1]。
- 1985年（昭和60年）
  - 3月14日：荷物扱い廃止[1]。
  - 4月1日：国鉄三木線が三木鉄道に転換[2]。日本国有鉄道と三木鉄道の共同使用駅となる。
- 1987年（昭和62年）4月1日：国鉄分割民営化により、国鉄の駅は西日本旅客鉄道（JR西日本）の駅となる[1]。
- 1990年（平成2年）6月1日：加古川鉄道部発足により、その管轄となる。
- 1999年（平成11年）3月13日：橋上駅舎完成[7]。同時に加古川鉄道部も併設される[3]。
- 2008年（平成20年）4月1日：三木鉄道が廃止され、JR単独駅となる。
- 2009年（平成21年）7月1日：組織変更により加古川鉄道部が廃止となり神戸支社直轄へ変更され、加古川駅の被管理駅となる[8]。併設されていた厄神基地も網干総合車両所に統合され、同加古川派出所となる。
- 2016年（平成28年）3月26日：ICカード「ICOCA」の利用が可能となる[9]。ICカード専用簡易改札機で対応。
- 2022年（令和4年）
  - 3月11日：きっぷうりばの営業を終了。
  - 4月1日：無人化。

## 駅構造
相対式2面2線を持つ行き違い可能駅である。2014年3月14日までは日中に西脇市駅発着・当駅発着の列車が交換を行っていたが、現在は隣の神野駅で行っている。のりばは北西側から1・2番線である。以前は単式・島式複合の2面3線で、3番線は三木鉄道ホームであったが、三木鉄道の廃止後は2面2線で運用している。国鉄時代は加古川線から三木線への直通列車があったが、三セク化後に旧3番線の線路は加古川線から切り離され、直通運転が不可能な状態になっていた。廃止後3番線ホームは使用が停止され、フェンスが張られている。
1999年（平成11年）築の橋上駅舎はホームの上空から1番線ホームの北西側にかけて建てられている。出口は駅の北西側に開けているほか駅舎から駅の南側にも2本の通路が延びているため、南側に出ることも可能である。エレベーター（出入口 - 改札外のみ設置、改札内 - ホームは設置なし）が設置されている。
駅の構内の市場方にはJR西日本の網干総合車両所加古川派出所（車両基地）があり、列車の滞泊運用がある。三木線の三セク化後に設定された当駅折り返しの加古川行きは1番線あるいは2番線に到着後、そのまま折り返していったが、電化後は、到着後いったん入庫（もしくは基地手前で待機）した後、2番線に出してから発車させるように運用が変更された。

### のりば
| のりば | 路線     | 方向 | 行先             |
| ------ | -------- | ---- | ---------------- |
| 1      | 加古川線 | 下り | 粟生・西脇市方面 |
| 2      | 加古川線 | 上り | 加古川方面       |

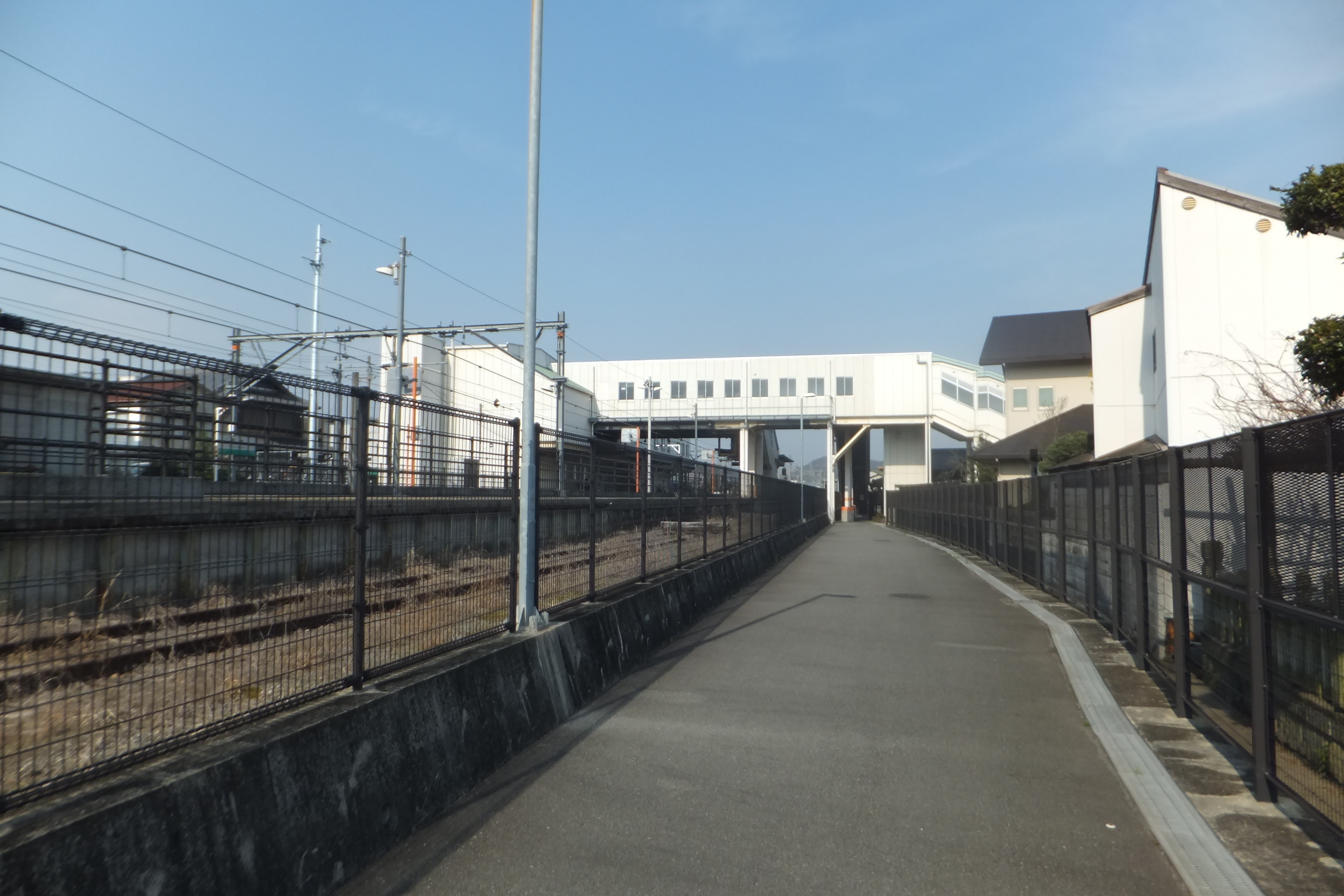
西口と東口を結ぶ連絡路（2014年4月）

## 利用状況
「兵庫県統計書」によると、2021年（令和三年）度の1日平均乗車人員は658人である。これは、加古川線内の途中駅で第4位であった。2019年までは第3位だったが、2020年に西脇市駅に抜かれた。
三木市から三木鉄道代替バスを使ってこの駅を利用する人も多い。
近年の1日平均乗車人員は以下の通りである。
| 年度   | 1日平均 乗車人員 |
| ------ | ---------------- |
| 2000年 | 1,071            |
| 2001年 | 1,104            |
| 2002年 | 1,112            |
| 2003年 | 1,132            |
| 2004年 | 1,137            |
| 2005年 | 1,206            |
| 2006年 | 1,205            |
| 2007年 | 1,175            |
| 2008年 | 1,110            |
| 2009年 | 1,001            |
| 2010年 | 966              |
| 2011年 | 915              |
| 2012年 | 916              |
| 2013年 | 957              |
| 2014年 | 914              |
| 2015年 | 913              |
| 2016年 | 897              |
| 2017年 | 895              |
| 2018年 | 854              |
| 2019年 | 835              |
| 2020年 | 668              |
| 2021年 | 658              |
| 2022年 | 652              |
| 2023年 | 669              |

## 駅周辺

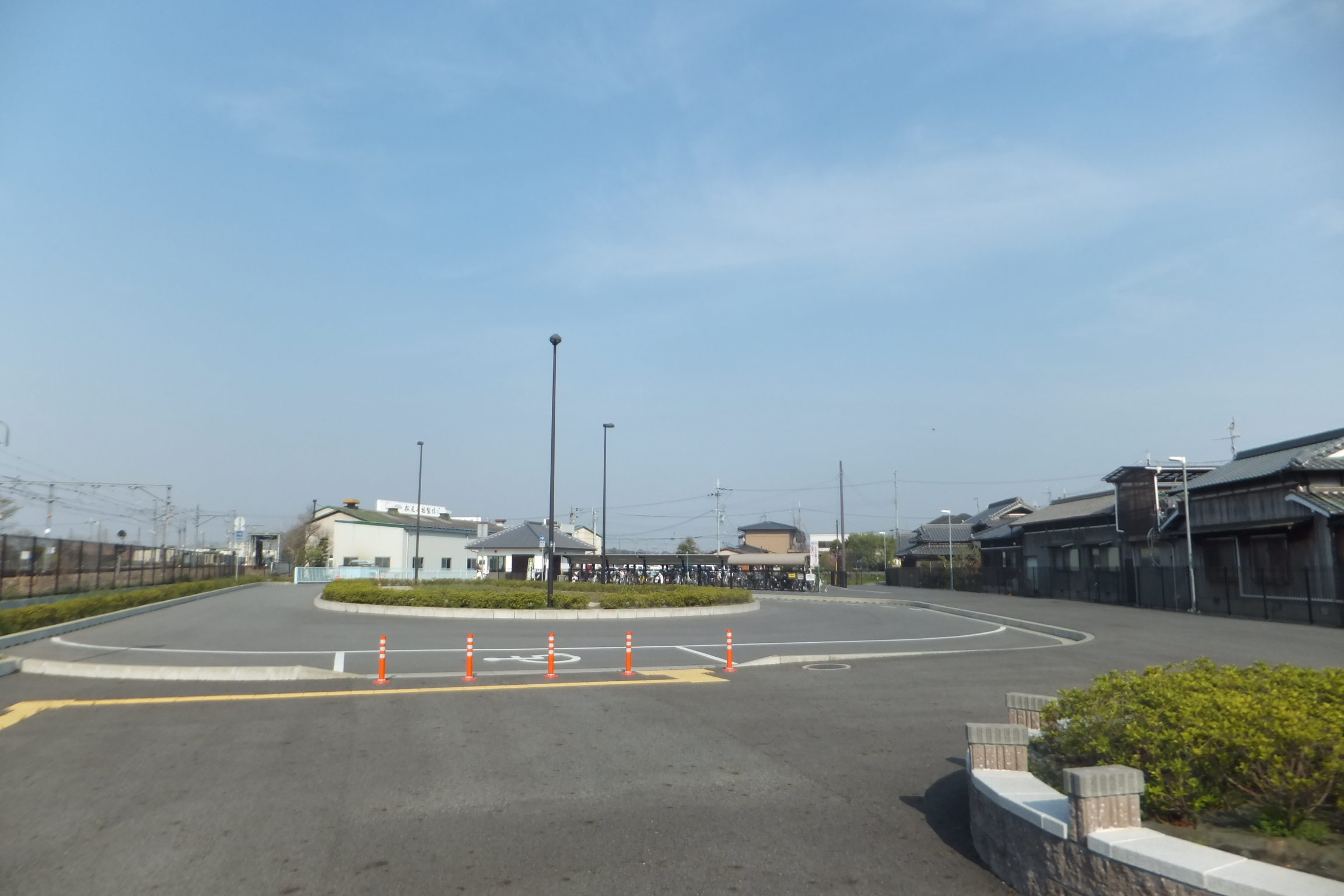
ロータリー（2014年4月）
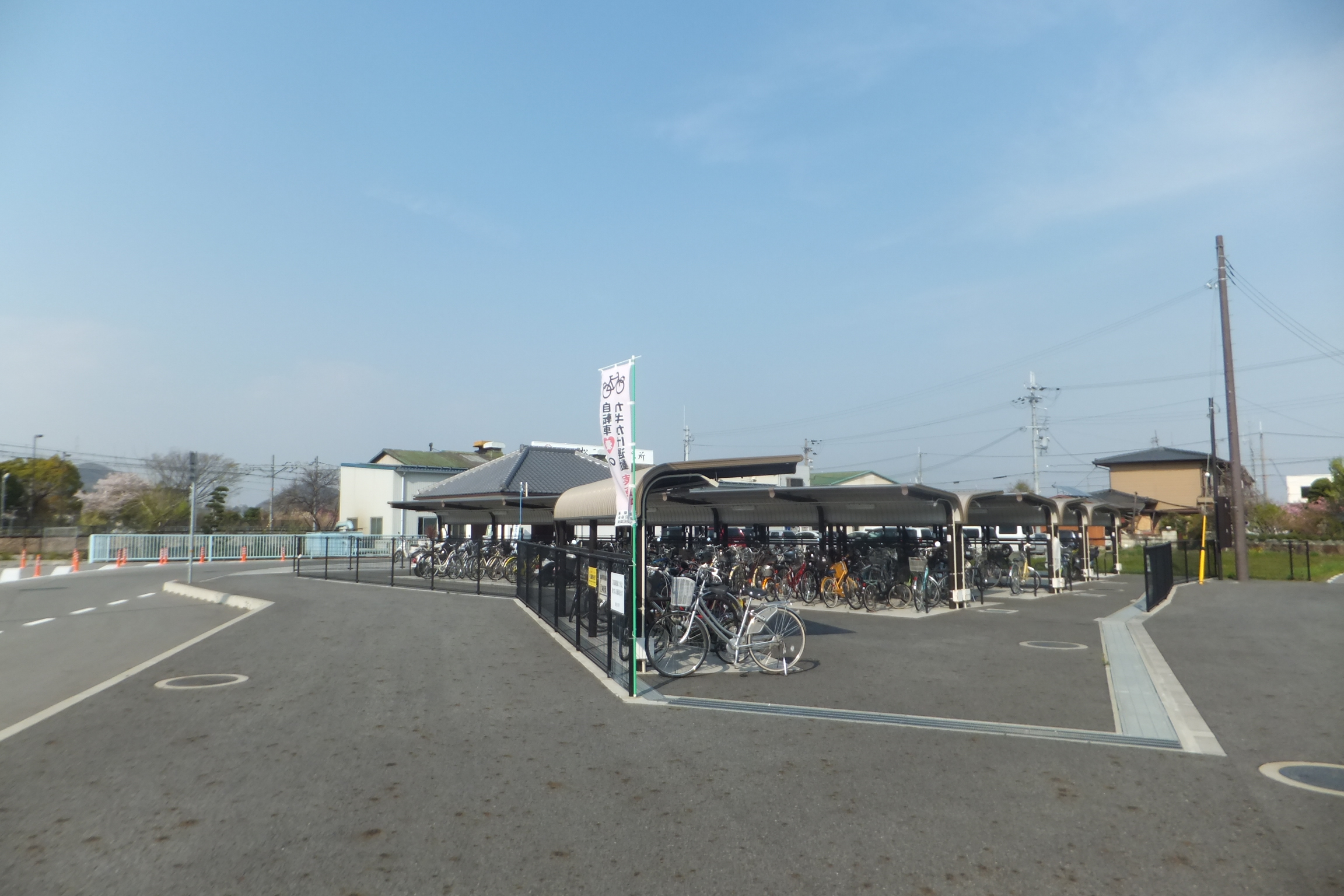
自転車置場（2014年4月）

概ね住宅地である。北西側出口前にはごくわずか、商店や会社等がある。東側は住宅のみである。
- 国包郵便局
- 加古川
- 宗佐厄神八幡神社[3] - 当駅の駅名の由来となった神社[3]。かつては厄除大祭の時は直行臨時バスが運行されていたが2024年時点で運行はない。
- 宮山遺跡
- 加古川市立八幡小学校
- 播磨社会復帰促進センター
- 加古川磯病院

- ロータリー（2014年4月）
- 自転車置場（2014年4月）

## バス路線
駅北口を出て東約150メートル先のバス乗り場から発着する。
- 三木鉄道代替バス
  - 神戸電鉄恵比須駅行（一部は三木鉄道記念公園、神姫バス三木営業所まで）

## 隣の駅
西日本旅客鉄道（JR西日本）
 加古川線
神野駅 - 厄神駅 - 市場駅
市場駅とは4.1kmあり、加古川線で最も駅間が長い。

### かつて存在した路線
三木鉄道
三木線
厄神駅 - 国包駅